# Пруга Рума—Зворник
Регионална пруга 211 Рума—Зворник је железничка линија која повезује Београд са Подрињем и Босном и Херцеговином.
Пруга која повезује станице Платичево и Штитар директно, без уласка у шабачку станицу, је категорисана као регионална пруга 212 (распутница „1” — распутница „3”), а од распутнице Доња Борина се одваја линија ка Малом Зворнику, категорисана као локална пруга 308.

## Траса и карактеристике пруге
Траса пруге почиње у Срему, код железниче станице Рума одвајајући се од пруге Београд—Шид кроз Сремску равницу, преко реке Саве поред града Шапца, настављајући даље кроз Мачву ка Лозници и Зворнику.
Пруга пролази кроз општину Рума Сремског управног округа и општине Шабац, Богатић, Лозница и Мали Зворник Мачванског управног округа.
Дужина пруге регионалне пруге бр. 9. износи 33,695 km од Руме до Шапца, а од Шапца до Доње Борине и границе са Босном и Херцеговином 65,685 km. Преко регионалне пруге бр. 10. којом се заобилази улазак у станицу Шабац дужина трасе од Руме до Доње Борине износи око 99 km. Дужина локалне пруге бр. 13. од Доње Борине до Малог Зворника износи око 3 km.
Пруга је једноколосечна, неелектрификована. На својој траси има железнички мост преко реке Саве. Користи се претежно за теретни саобраћај за потребе превоза сировина из Босне и Херцеговине, као и индустрије у Шапцу. Путнички саобраћај постоји од Руме до Малог Зворника.

## Историја
Зечетак ове пруге су пруга Рума—Кленак која је пуштена у саобраћај 1901. године као и пруга уског колосека Шабац—Бања Ковиљача грађена од 1906. до 1910. године. 

### Пруга узаног колосека Шабац—Бања Ковиљача
Изградња пруге од Шапца до Бање Ковиљаче ширине колосека 0,76 метара и дужине 54 km је започета 28. августа 1906. године, на стоту годишњицу боја на Мишару полагањем камена темељца железничке станице Шабац. Финансијер радова био је Подрински округ који је и основао Подринску окружну железницу (ПОЖ). Пруга је пуштена у саобраћај 18. јула 1910. године. Воз се пругом кретао брзином од 20 km на час и превозио је путнике и стоку.
Након ослобођења Шапца у Првом светском рату, 11. новембра 1918. године, одмах је обновљен саобраћај Подринске окружне железнице. На линији Шабац—Бања Ковиљача привремени саобраћај је успостављен 16. новембра 1918. године, а редован свакодневни из оба правца тек 15. маја 1920. године.
Године 1929. након формирања Дринске бановине, Подринска окружна железница мења назив у Железница Дринске бановине (ЖДБ).

### Премошћавање Саве
Иницијатива о премошћавању Саве код Шапца и спајању Срема и Мачве испољила године се након уједињења у Краљевину Срба Хрвата и Словенаца, те је 1919. године поднет и захтев грађана Шапца за изградњу друмско-железничког моста. Пројекат моста је израђен 1922. године, а изградња је започела наредне године, да би био пуштен друмски саобраћај преко моста између Кленка и Шапца 15. јула 1932. године.
Железнички крак нормалног колосека преко моста до железничке станице Шабац је постављен тек 31. маја 1934. године, када је мост и освештан. Дана 3. јуна исте године преко моста прелази први шетни воз, а одмах након њега и дворски воз који довози у Шабац краљ Југославије Александара I Карађорђевића који је отворио редовни саобраћај на прузи Шабац—Рума. На прузи нормалног колосека од Руме до Шапца саобраћај су обављала Југословенске државне железнице (ЈДЖ) поред Железница Дринске бановине које су обављале саобраћај на својој прузи узаног колосека.

### Послератни период
Након Другог светског рата због новог устројства Југославије није обновљена Железница Дринске бановине. Сав саобраћај у целој држави обављају само Југословенске државне железнице. Пруге од Руме до Шапца и од Шапца до Бање Ковиљаче оштећене у ратним разарањима се обнављају. Године 1950. укида се узани колосек од Шапца до Бање Ковиљаче и замењује се колосеком нормалне ширине, чиме се стичу услови за спајање пруга у једну целину. Током шездесетих и седамдесетих година, са привредним растом у Подрињу пруга се све више експлоатише како у транспорту робе тако и путника. Премошћена је река Дрина и направљено укључење на пругу код Брасина због великих потреба привреде за транспортом робе и сировина из Босне и Херцеговине.

### Новије доба
Након распада Југославије и ратова, саобраћај између Србије и Босне и Херцеговине је нормализован, а железничка пруга Рума—Зворник и даље представља један од главних праваца између Београда и источне Босне.
Због слабијег одржавања током ратних и кризних година, стање колосека се значајно погоршало. Због мале брзине која није конкурентна аутобуском превозу, 2005. године укида се редован путнички саобраћај од Шапца до Зворника. На линији од Руме до Шапца наставља да саобраћа Шинобус који се због старости често кварио, па је уместо њега као замена коришћен један путнички вагон вучен дизел локомотивом.
Деоница од Штитара до Петловаче у дужини од 14,3 km ремонтована је 2012. године, чиме је брзина на том делу пруге подигнута са 20 на 80 km на час.

Током 2013. године након набавке нових дизел моторних возова (ДМВ) из Руске Федерације, једна нова гарнитура серије 711 је пуштена у свакодневни саобраћај на линији Рума—Шабац. Ова новина је значајно допринела побољшању квалитета путничког саобраћаја на овој прузи.

Ипак, железничка пруга Рума—Зворник није довољно искиришћена својим пуним капацитетом. Путнички саобраћај до Малог Зворника је обновљен 2018. године након реконструкције пруге.

## Станице и стајалишта
| Назив станице       | Километража      | Повезивање линија                             | Напомена         |
| ------------------- | ---------------- | --------------------------------------------- | ---------------- |
| Рума                | 0,000 km         | Пруга Београд—Шид                             |                  |
| Буђановци           | 11,344 km        |                                               |                  |
| Никинци             | 16,675 km        |                                               |                  |
| Платичево           | 21,344 km        |                                               |                  |
| Кленак              | 28,900 km        |                                               |                  |
| Шабац               | 32,715 km (0 km) |                                               | Крај километраже |
| Штитар              | 7,725 km         |                                               |                  |
| Дубље Мачванско     | 14,300 km        |                                               |                  |
| Петловача           | 22,031 km        |                                               |                  |
| Рибари              | 25,800 km        |                                               |                  |
| Мачвански Прњавор   | 28,713 km        |                                               |                  |
| Подринско Ново Село | 33,300 km        |                                               |                  |
| Лешница             | 35,000 km        |                                               |                  |
| Јадарска Стража     | 38,900 km        |                                               |                  |
| Лозница             | 45,400 km        |                                               |                  |
| Лозница–Фабрика     | 53,400 km        |                                               |                  |
| Ковиљача            | 56,183 km        |                                               |                  |
| Горња Ковиљача      | 61,700 km        |                                               |                  |
| Брасина             | 65,354 km        |                                               |                  |
| Доња Борина         | 68,685 km        | Пруга Брасина-Зворник Нови (Република Српска) |                  |
| Радаљ               | 70,600 km        |                                               |                  |
| Мали Зворник-Град   | 73,454 km        |                                               |                  |